# Alex Frost
Alex Frost (* 17. Februar 1987 in Portland, Oregon) ist ein US-amerikanischer Schauspieler.

## Leben
Frost spielte die Hauptrolle in dem Film Elephant. Seit Elephant hatte Frost Rollen in einer Reihe von Filmen, darunter The Queen of Cactus Cove, The Lost und The Standard. Er erschien in einer Episode von Navy CIS mit dem Titel „Ravenous“. Frost verkörperte außerdem den Schläger „Terry Filkins“ in Drillbit Taylor – Ein Mann für alle Unfälle. Der Film erschien zwar erst 2008 in den Kinos, wurde aber schon fast anderthalb Jahre früher gedreht, nämlich von September bis Dezember 2006. Zu diesem Zeitpunkt war Frost 19 Jahre alt. Für die Rolle als Schläger „Terry Filkins“ musste er sich vor den Dreharbeiten 10 Kilogramm Muskelmasse antrainieren. 2012 war er neben Ryan Kwanten, Amy Smart, Johnathon Schaech, Leslie Bibb, Jamie Chung, Christian Serratos und Scout Taylor-Compton in Takashi Shimizus Thriller 7500 zu sehen.
Von 2009 bis 2011 war er mit der US-amerikanischen Schauspielerin Zelda Williams, der Tochter des US-amerikanischen Schauspielers Robin Williams, liiert.

## Filmografie (Auswahl)
- 2003: Elephant
- 2005: Queen of Cactus Cove
- 2006: Navy CIS (NCIS, Fernsehserie, Folge 3x17)
- 2006: Jack Ketchum’s The Lost – Teenage Serial Killer (The Lost)
- 2006: The Standard
- 2008: Stop-Loss
- 2008: Drillbit Taylor – Ein Mann für alle Unfälle (Drillbit Taylor)
- 2009: The Vicious Kind
- 2009: Calvin Marshall
- 2010: Sheeps and Wolves
- 2010: Almost Kings
- 2010: Virginia
- 2014: Flug 7500 – Sie sind nicht allein (Flight 7500)
- 2015: Rare and Off Putting Afflictions
- 2015: See You In Valhalla
- 2016: Soy Nero
- 2017: Amerikas meistgehasste Frau (The Most Hated Woman In America)